# Rhinocéros indien
Rhinoceros unicornis
Espèce
Statut de conservation UICN

 VU B1ab(iii) : Vulnérable
Statut CITES
Le Rhinocéros indien (Rhinoceros unicornis) est une espèce de rhinocéros unicornes présente en Asie. C’est la plus grande et la moins rare des trois espèces que compte le continent. Ce mammifère vit plus particulièrement au nord de l’Inde et au Népal.
C'était jadis un animal très répandu, mais la chasse et le développement de l’agriculture ont entraîné l’effondrement de sa population, qui ne comptait plus que 100 à 200 animaux au début du XXe siècle. Protégé à partir de 1910, le Rhinocéros indien a vu augmenter sa population qui comptait environ 2 500 individus en 2006, 2 700 en 2010 et 4 000 en 2024.
Un cinquième des rhinocéros sont confinés dans dix petites réserves, dans le nord de l'Inde et au Népal. « Environ 80% de la population de rhinocéros indiens se trouve dans le parc national de Kaziranga, dans l'État d'Assam, au nord-est de l'Inde », un parc de 860 km2.

## Description

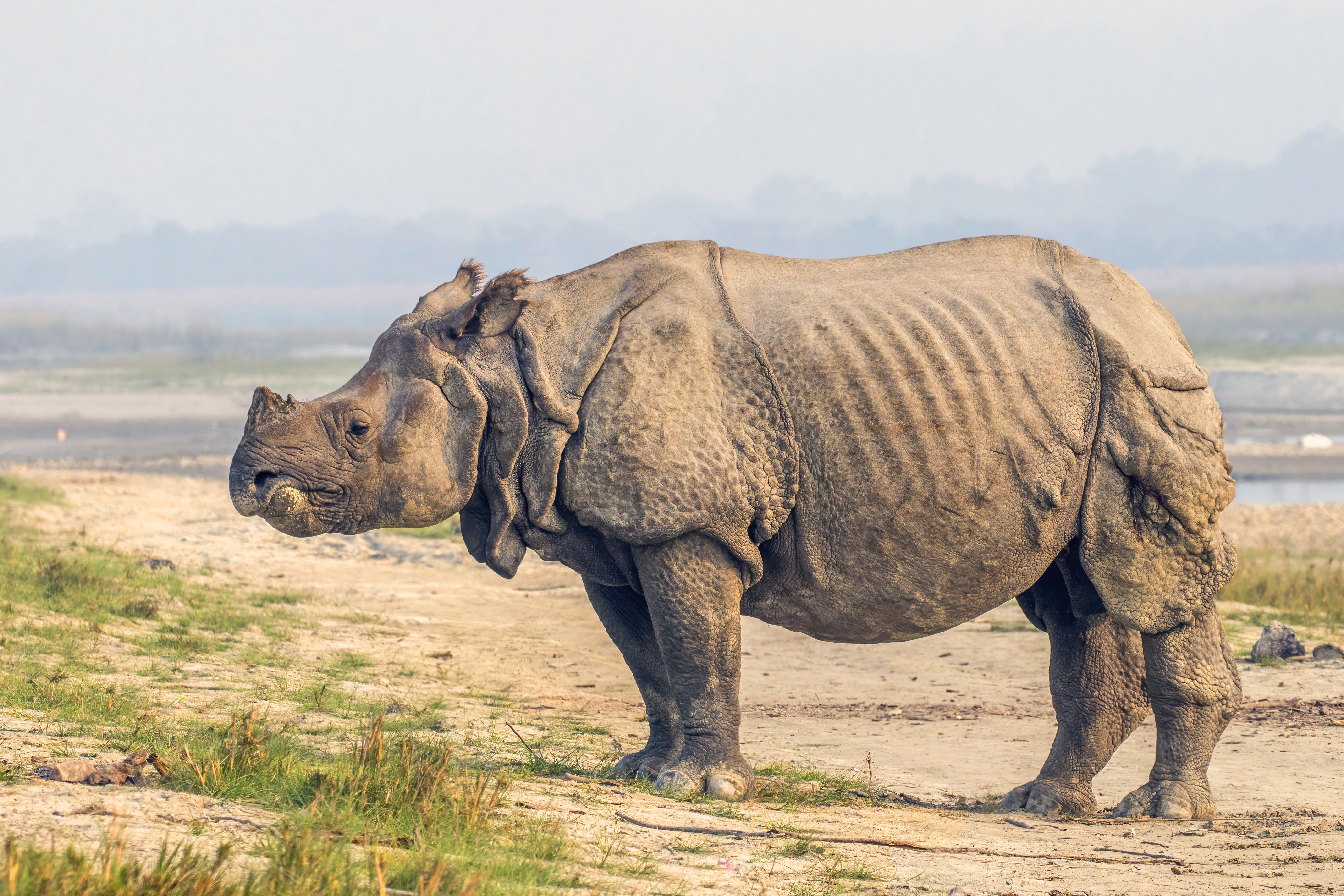
Rhinocéros indien dans le parc national de Chitawan au Népal.

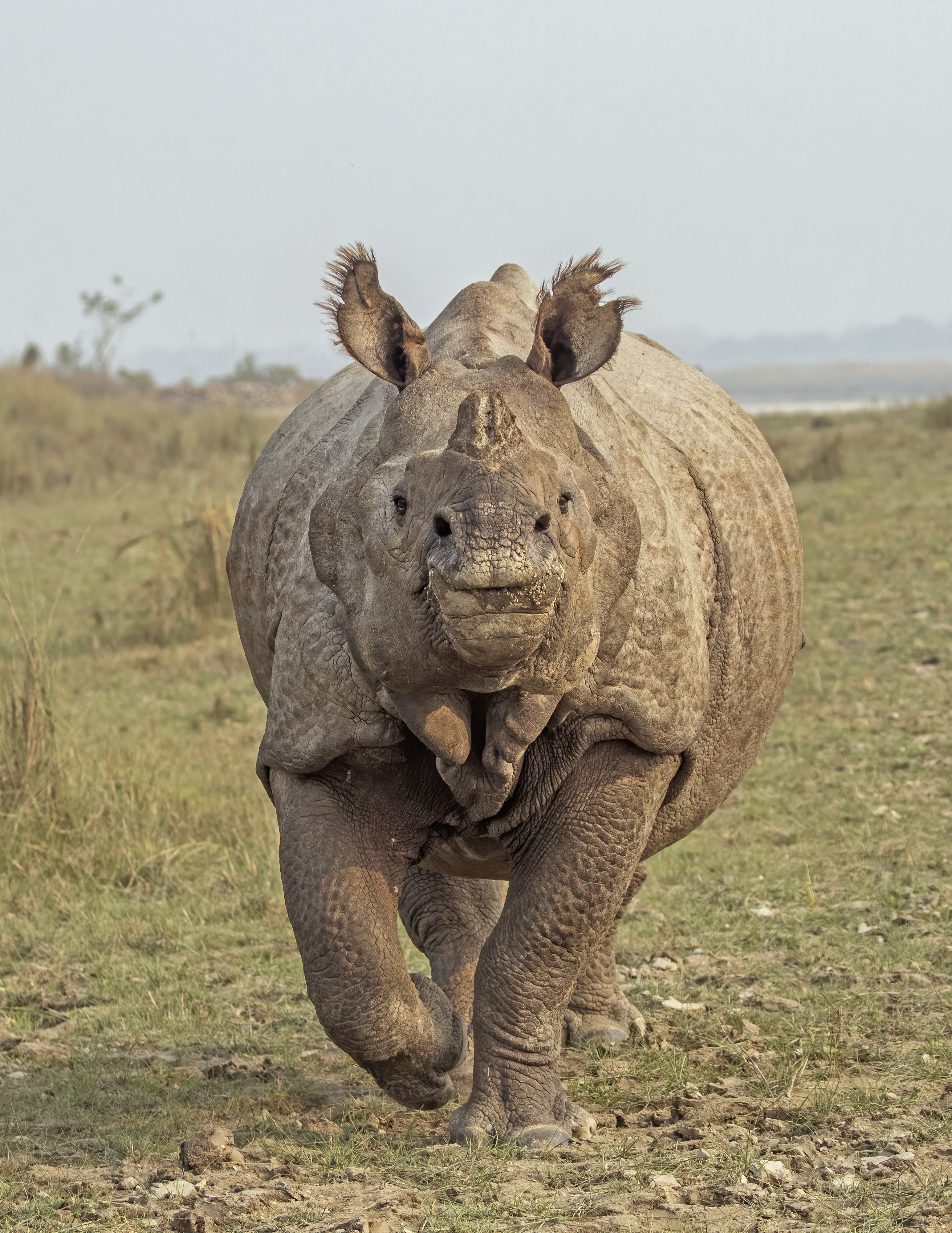
Rhinoceros indien au Népal.

L'espèce n'a pas de sous-espèce identifiée. L'UICN définit cependant deux sous-populations : une population orientale, en Assam et au Bengale occidental, et une population occidentale au Népal et en Uttar Pradesh.
Ce rhinocéros d’apparence « préhistorique » possède une peau épaisse brun argenté, avec des plis énormes aux épaules et aux cuisses. Les pattes et les épaules antérieures sont couvertes de sortes de verrues. L’animal possède des poils très courts et dispersés sur le corps. Ils forment une petite touffe à l'extrémité de la queue.
Au stade adulte, les mâles sont plus grands que les femelles. Dans la nature, avec une longueur de 370 cm (maximum 380 cm) pour le mâle en dehors de la queue (330 cm pour la femelle), une hauteur au garrot de 180 cm, exceptionnellement 200 cm (160 cm pour la femelle) et un poids allant de 1,7 à 2,7 tonnes (1,6 tonne pour la femelle), le Rhinocéros indien constitue la plus grande des trois espèces de rhinocéros d’Asie. En captivité, les mâles et les femelles atteignent des poids beaucoup plus importants (jusqu’à 3,5 tonnes).
Mâles et femelles ont une corne unique, qui n'est pas présente chez les jeunes. La corne, comme les cheveux humains, est en kératine pure. Elle commence à apparaître vers l’âge d’un an. Elle atteint une longueur comprise entre 20 et 60 cm mais qui dépasse toutefois rarement 50 cm.
Le Rhinocéros indien est un herbivore. Il mange de l’herbe, des fruits, des feuilles, des plantes aquatiques, et même parfois des plantes cultivées. Dans le parc népalais de Chitawan, une étude de Laurie en 1978 a montré qu’il consommait 183 espèces de plantes, les espèces herbacées représentant 70 à 89 % de sa consommation. Sa lèvre supérieure est préhensile et aide l’animal à saisir sa nourriture. Les incisives utilisées pour couper les végétaux sont bien développées.
Rhinoceros unicornis peut courir jusqu’à une vitesse de 55 km/h, sur de courtes distances. Ses pattes en pilier ont trois doigts chacune. Il a une excellente ouïe et un très bon odorat, mais sa vue est assez mauvaise. L’espérance de vie est de 30 à 40 ans, avec un record enregistré en captivité de 47 ans.

## Répartition

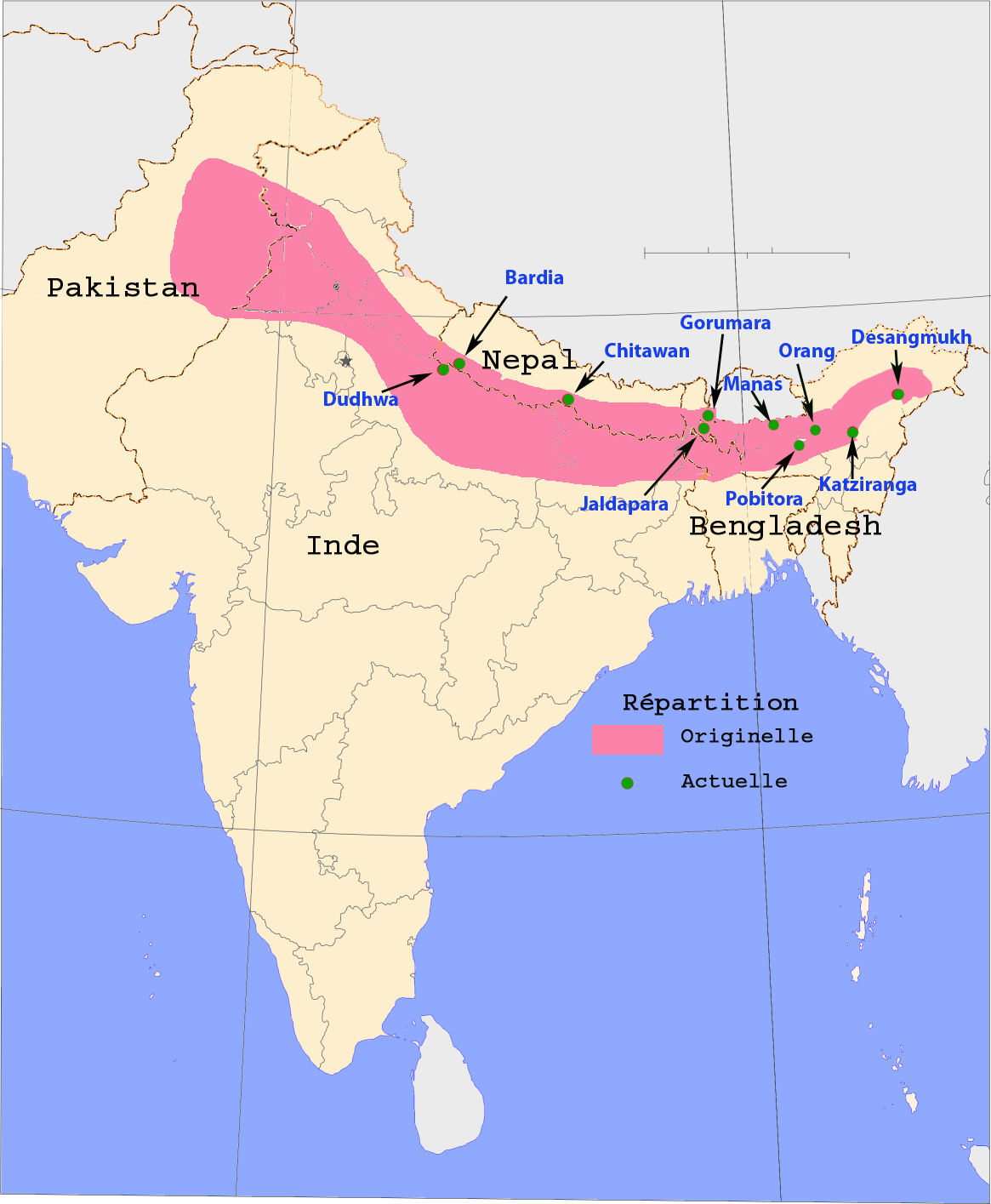
Répartition des populations.

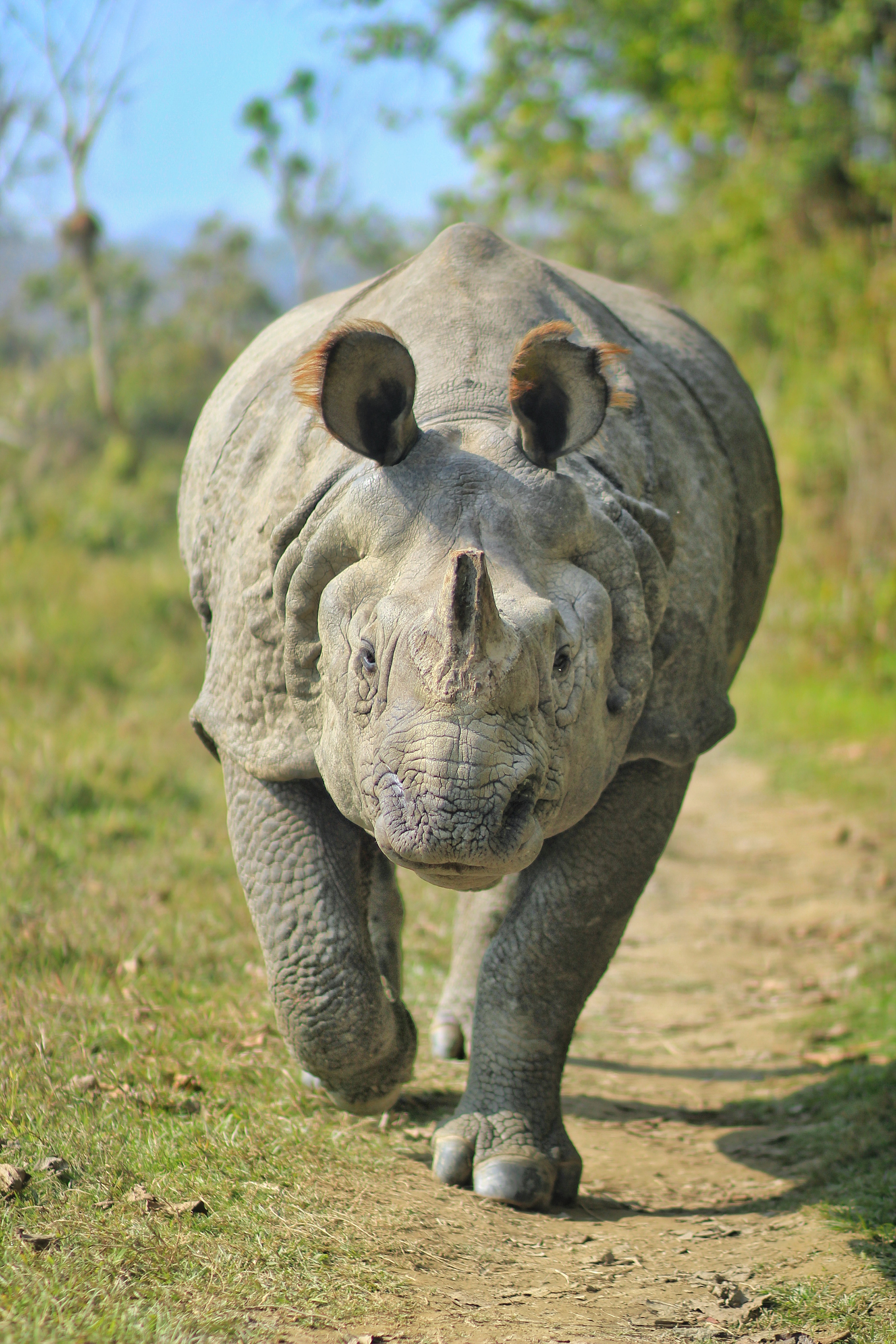
Un Rhinocéros indien dans le parc national de Chitawan, Népal.

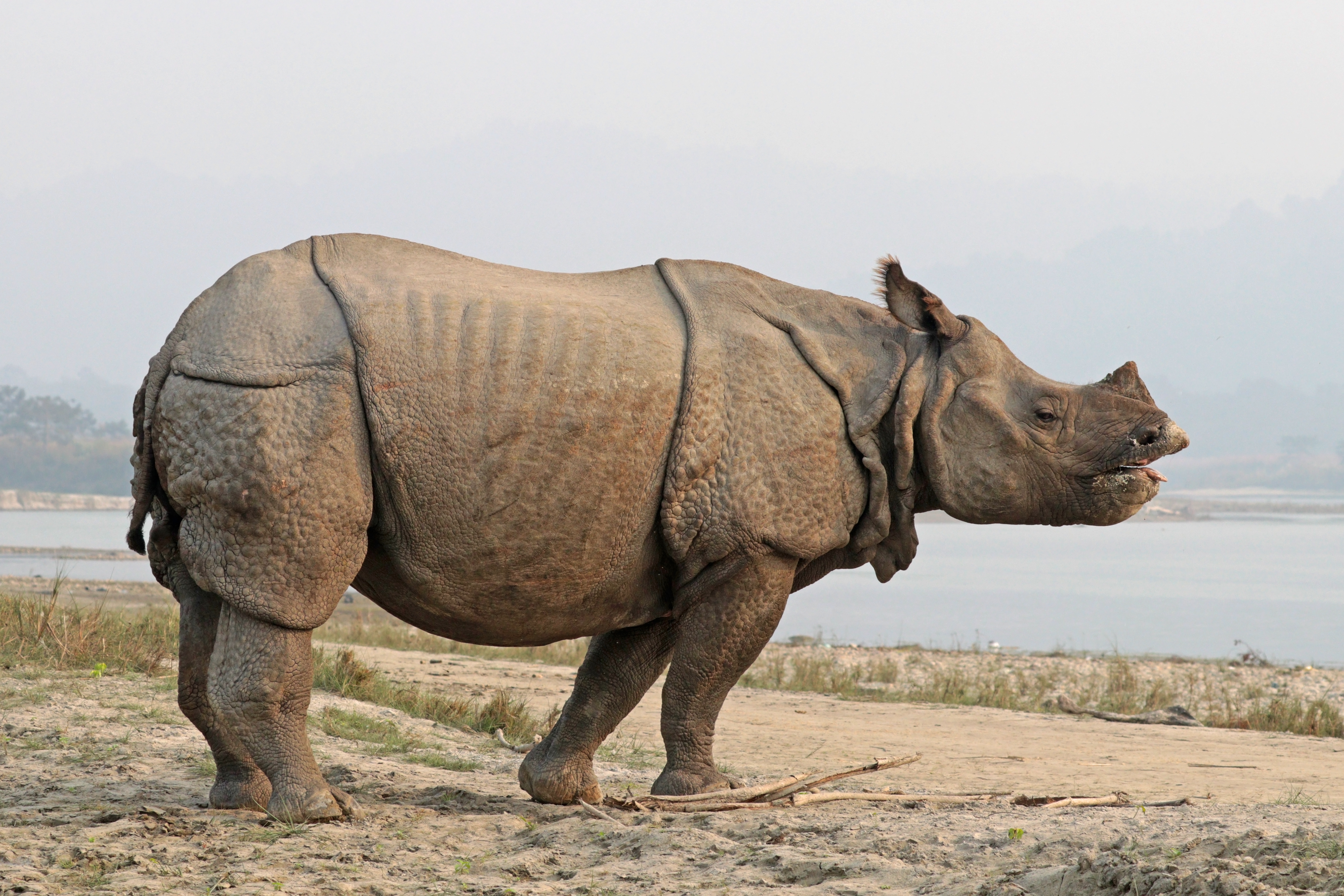
Un Rhinocéros indien auprès de la Kali Gandaki (rivière).

À l’origine, l'aire de répartition de Rhinoceros unicornis couvrait toutes les plaines alluviales situées au pied des contreforts de l’Himalaya, du nord du Pakistan jusqu’au nord du Bangladesh et à l’Assam indien. Il est possible mais non prouvé que l’espèce ait aussi vécu en Birmanie, dans le sud de la Chine et en Indochine,. La population originelle a été estimée de façon très approximative à 500 000 bêtes au XVe siècle. Le Rhinocéros indien a totalement disparu du Pakistan et du Bangladesh et est devenu rare en Inde et au Népal.
En 2024, 4 000 à 2 500 animaux vivaient en liberté, sans compter les animaux captifs.
En 2000, il y avait 612 animaux recensés au Népal, dont 544 dans le parc national de Chitawan, un parc de 932 km2, et 67 dans le parc national de Bardia (ou Rhinoceros unicornis a été réintroduit). Une réintroduction est en cours dans la réserve faunique de Shukla Phanta.
Tous les autres animaux (environ 1 800) vivent en Inde. Mille cinq cents, c’est-à-dire 60 % de la population totale actuelle, vivent dans le parc national de Kaziranga (430 km2) en Assam (extrême-est de l’Inde) (situation en avril 2005). Quatre cents bêtes vivent dans quelques autres régions de l’Inde, en particulier dans les parcs nationaux de Manas (2 837 km2), Orang et Pabitora (85 animaux à Pabitora en 2005), en Assam, mais aussi de Gorumara et de Jaldapara, au Bengale occidental. Le nombre des Rhinocéros indiens, qui avait fortement baissé, est en lente augmentation depuis la fin du XXe siècle grâce aux parcs nationaux où ils sont protégés.

## Mode de vie
Le Rhinocéros indien préfère les paysages de plaines et de marais ouverts avec une densité forestière faible. Forcés à se retirer devant la poussée des hommes, certains Rhinocéros indiens se sont mis cependant à vivre en forêt. Les Rhinocéros indiens sont surtout actifs dans la soirée, la nuit et tôt le matin.
De par leur adaptation aux milieux marécageux, ils sont plus attirés par l’eau que leurs cousins africains, et nagent assez bien. Ils aiment en particulier les bains dans les marécages, qui les enduisent d’une couche de boue les protégeant contre les parasites de la peau. Toujours dans le cadre de la lutte contre les parasites externes, Rhinoceros unicornis, tout comme ses cousins africains, accueille volontiers sur son dos des oiseaux insectivores.
À l’exception de l’homme, Rhinoceros unicornis n’a pas vraiment de prédateur, si ce n’est le tigre qui attaque parfois des jeunes non gardés, voire, très exceptionnellement, des adultes. Les animaux sont par contre régulièrement victimes de diverses maladies, en particulier parasitaires.
Les Rhinocéros indiens vivent presque toujours en solitaires, bien qu'assez rarement on puisse trouver de petits groupes stables de deux ou trois individus (en dehors de la mère et de son petit). Le record enregistré en 1983 était de six subadultes vivant régulièrement ensemble. On trouve de façon temporaire des groupes plus importants, jusqu’à une dizaine d’animaux. Sauf ces cas particuliers, chaque individu a son propre territoire, qui peut cependant recouper celui d’autres rhinocéros.

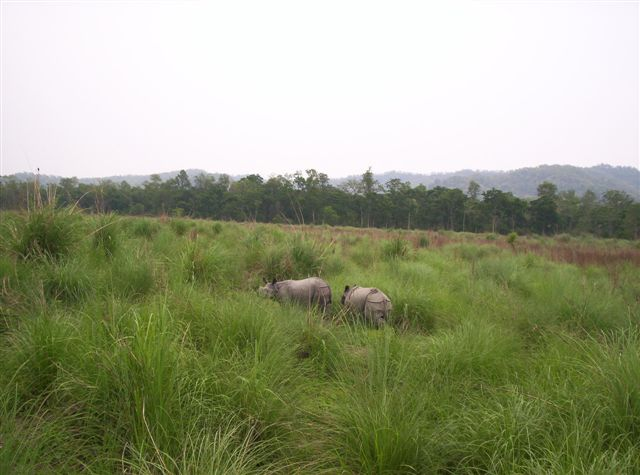
Un habitat typique du Rhinocéros indien. Ici dans le parc népalais de Chitawan.

Les marquages olfactifs par le biais d’une odeur présente dans l’urine et dans les excréments sont un instrument de communication entre individus vivant sur des territoires proches, tout comme les cris, dont il existe plusieurs variétés. Grâce à ces interactions, les animaux définissent leurs territoires, et peuvent éviter ainsi leurs congénères, mâles et femelles ne se rencontrant normalement que pour s’accoupler.
Il est rare que les Rhinocéros indiens se battent entre eux. Cependant, les femelles avec des nouveau-nés se montrent particulièrement agressives envers des intrus de leur propre espèce, voire envers les grands mâles et les hommes. On a également noté une tendance à l’augmentation des combats entre mâles (parfois mortels) là où les populations sont les plus denses.
La reproduction peut avoir lieu toute l’année.
Les mâles peuvent se reproduire à neuf ans. Les femelles atteignent la maturité sexuelle à quatre ou cinq ans. La femelle siffle pendant ses chaleurs (tous les 21 à 42 jours) pour que les mâles sachent quand ils peuvent la rejoindre. Après l’accouplement, la gestation dure entre 462 et 491 jours (environ 16 mois) et les premières mises bas ont lieu entre six et huit ans.
La mère donne naissance à un petit unique pesant entre 40 et 80 kg, mesurant de 96 à 122 cm de long et 56 à 67 cm au garrot. La parturition se fait debout ou couchée, et se déroule généralement rapidement, en une trentaine de minutes. Le petit est allaité régulièrement pendant un an, puis de façon plus ponctuelle jusqu’à 18 mois. Il reste ensuite quelque temps auprès de la mère, qui le chasse au plus tard une semaine avant la naissance du petit suivant. Il y a une naissance environ tous les trois ans.
Le poids augmente rapidement, puisque le petit pèse environ dix fois son poids de naissance à l’âge d’un an (du moins en captivité, où les croissances sont nettement plus rapides). Il prend pendant les premiers temps deux à trois kilos par jour (toujours en captivité). Le jeune mesure dans la nature environ 1 mètre à 1 an (56 à 67 cm à la naissance), 1,20 m à 2 ans, 1,35 m à 3 ans et 1,45 m à 5 ans. Les croissances en poids et en taille enregistrées dans les zoos sont sensiblement plus rapides, du fait de la nourriture plus abondante. Un jeune mâle du Zoo de Bâle faisait ainsi 1,57 m à l’âge de 33 mois.

## Relation avec les humains

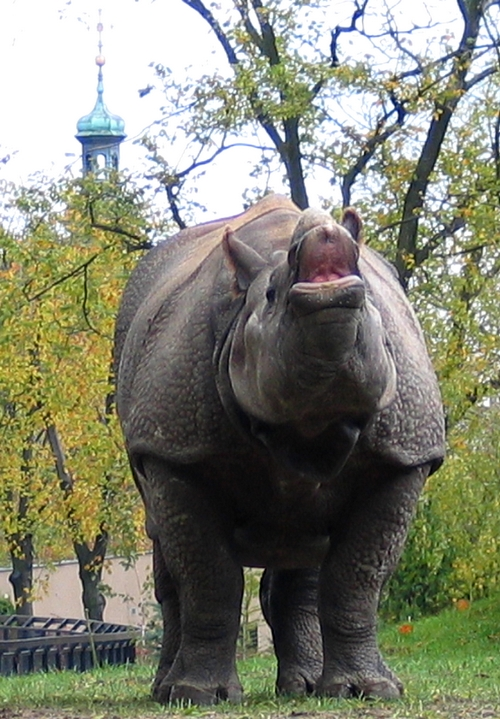
Un Rhinocéros indien dans un zoo polonais.

Si un humain rencontre par inadvertance une femelle avec son petit, il peut en résulter une attaque, qui est parfois mortelle. Les humains constituent cependant pour le Rhinocéros indien une menace beaucoup plus grande que l’inverse. Jusqu’au XVIIe siècle, on trouvait ce dernier en abondance dans des régions qui appartiennent depuis leur indépendance au Pakistan, au Népal et à l’Inde. Par la suite il a été repoussé, surtout par l’assèchement des marais visant à étendre toujours plus à l’est les surfaces agricoles. Les rhinocéros ont fini par se retirer jusqu’aux versants sud de l'Himalaya et dans les bras éloignés du Gange.

### Chasse
Au XIXe siècle, quand l’espèce était déjà devenue rare du fait de la destruction de son habitat, le tourisme de chasse est devenu très populaire chez les Européens. Ceux-ci pourchassèrent les derniers rhinocéros. Vers le milieu du XIXe siècle, certains officiers britanniques affirmaient en avoir tué plus de 200. En outre, le gouvernement colonial indien (britannique) accordait une prime pour chaque Rhinocéros indien tué, ces animaux étant accusés de détruire les plantations de thé.
Le braconnage reste un problème, puisque la corne du Rhinocéros indien est utilisée en Extrême-Orient dans la médecine traditionnelle chinoise, ainsi qu’au Yémen pour la fabrication des gardes de poignards traditionnels (le jambia) des classes dominantes. Les prix payés sont élevés, surtout pour des zones assez pauvres, au point qu’un trafiquant peut gagner jusqu’à 15 000 dollars pour une seule corne passée en contrebande en Chine (les braconniers eux-mêmes gagnent moins d’argent : aux alentours de 5 000 dollars vers 2000).
Avec l’accroissement du nombre de gardes-chasse, l’Inde et le Népal essaient avec un certain succès de venir à bout de ce problème.
De 1986 à 1995, on estime qu’environ 500 animaux ont été tués illégalement (450 en Inde et 50 au Népal), d’après le rapport de l’UICN de 1997 citant Martin (1995) et Menon (1996).
Entre 1998 et 2000, il y a encore eu au moins 34 bêtes abattues rien que dans le parc népalais de Chitawan, ou la situation semble cependant s’améliorer depuis une réorganisation.
Entre 2018 et 2022, 11 cas de braconnage (10 en Inde et 1 au Népal ont été identifiés 

### Protection

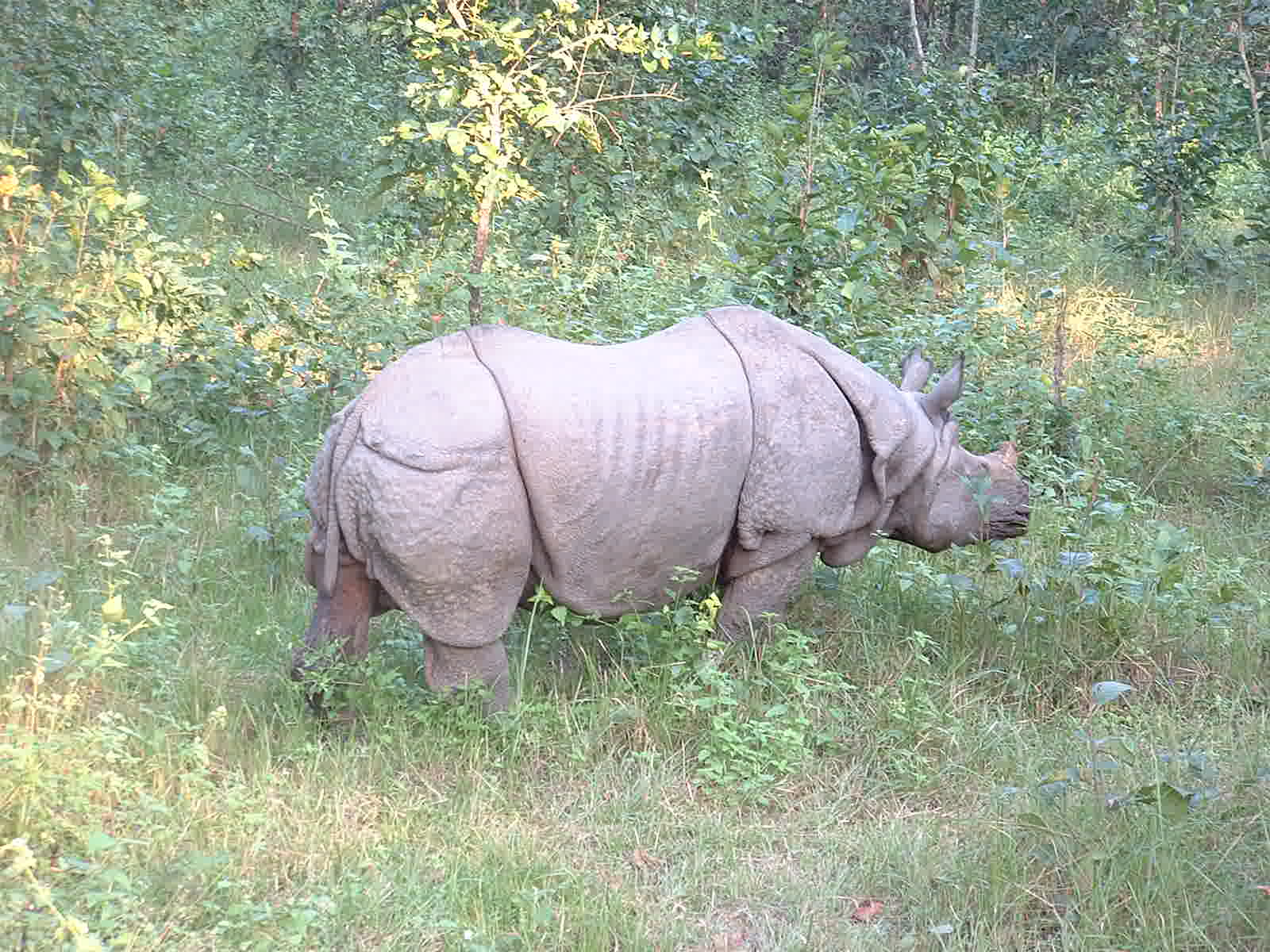
Un Rhinocéros indien dans le parc népalais de Chitawan.

Au début du XXe siècle, il ne restait pas plus de 100 à 200 rhinocéros vivants. C’est en 1910, alors que la disparition de l’espèce paraissait imminente, que la chasse fut interdite par le gouvernement impérial britannique et que furent aménagées des zones de protection. Les plus grandes se situent dans le parc national de Kaziranga, en Inde, et dans le parc national de Chitawan, au Népal. En 2024, il subsiste plus de 3 000 rhinocéros indiens à Kaziranga, population qui s'est reconstituée à partir de la douzaine d'individus recensés en 1908. Il y en a plus de 600 au Népal, essentiellement à Chitawan, où ils n’étaient qu’une soixantaine vers 1960, et environ 400 dans d’autres régions indiennes.
En Inde, les lois nationales sont complétées par des règlements régionaux, comme le Assam Rhinoceros Preservation Act de 1954 ou le Bengal Rhinoceros Preservation Act de 1932.
La protection de l’espèce est un incontestable succès. À l’extrême limite de l’extinction au début du XXe siècle, l’espèce a opéré un spectaculaire rétablissement. De nombreux problèmes subsistent cependant. Outre le braconnage, déjà cité, le nombre total des animaux reste trop limité pour assurer la pérennité de l’espèce à long terme : il doit encore augmenter. Les différentes populations de Rhinocéros indiens sont par ailleurs trop isolées, dans un nombre trop restreint de zones : quatre parcs nationaux concentrent plus de 90 % des individus, ce qui rend l’espèce très vulnérable à des problèmes locaux (épidémies, catastrophe naturelle, guerre, etc.). La taille trop réduite de ces parcs explique la tendance régulière des Rhinocéros indiens à sortir de leurs territoires réservés et à fréquenter les zones agricoles, ce qui entraîne des conflits avec les agriculteurs. Ces animaux migrants sont aussi plus facilement victimes des braconniers, les patrouilles anti-braconnage étant moins nombreuses à l’extérieur des parcs nationaux. La rupture des échanges de gènes entre les différentes populations entraîne enfin des problèmes de consanguinité et de dérive génétique. L’enjeu des prochaines décennies serait donc d’augmenter le nombre et la taille des territoires où vivent les Rhinocéros indiens, mais la croissance démographique humaine des régions concernées ne rend pas cet objectif aisé à atteindre.
Conscientes du problème, les autorités népalaises mènent des opérations de transfert depuis 1986. Des animaux ont ainsi été transférés depuis le parc de Chitawan vers le parc national de Bardia, d’où les rhinocéros avaient disparu depuis des décennies. Treize animaux ont été déplacés en 1986, vingt-cinq en 1991, quatre en 1999 et seize en 2000. En 2003, le WWF a transféré de nouveaux rhinocéros du parc de Chitawan vers d’autres parcs du pays, comme le parc national de Sulkhlaphanta, afin d’améliorer l’emprise géographique de l’espèce.
Une tentative ancienne de réintroduction dans le parc pakistanais de Lal Sohanra semble être un échec. En 1982, le Népal a donné un couple au parc, mais celui-ci, toujours vivant, ne s’est pas reproduit. L’introduction d’au moins une femelle supplémentaire est envisagée.
| \| Année \| Total \| Inde \| Népal \| \| ----- \| ----- \| ----- \| ----- \| \| 1910 \| 100 \| \| \| \| 1952 \| 350 \| 300 \| 50 \| \| 1958 \| 700 \| 400 \| 300 \| \| 1963 \| 600 \| \| \| \| 1964 \| 625 \| 440 \| 185 \| \| 1966 \| 740 \| 575 \| 165 \| \| 1968 \| 680 \| \| \| \| 1971 \| 630 \| \| \| \| 1983 \| 1 000 \| \| \| \| 1984 \| 1 500 \| \| \| \| 1986 \| 1 711 \| 1 334 \| 377 \| \| 1987 \| 1 700 \| \| \| \| 1990 \| 1 700 \| \| \| \| 1994 \| 1 900 \| \| \| \| 1995 \| 2 135 \| 1 600 \| 535 \| \| 1997 \| 2 095 \| \| \| \| 1998 \| 2 100 \| \| \| \| 2000 \| 2 500 \| \| 612 \| \| 2002 \| 2 500 \| \| \| \| 2005 \| 2 400 \| \| \| \| 2015 \| 3 270 \| \| \| \| 2024 \| 4 000 \| \| \| | Évaluation de la démographie de l’espèce, tirée de différentes études d’époque. Les études n’ayant pas toujours été conduites selon les mêmes méthodes, les chiffres peuvent varier d’une année sur l’autre, sans forcément renvoyer à une évolution réelle de l’espèce. Études compilées et sourcées sur animalinfo.org. Les auteurs et l’année des études sont aussi affichés par survol des nombres dans le tableau. |       |       |
| \| Année \| Total \| Inde \| Népal \| \| ----- \| ----- \| ----- \| ----- \| \| 1910 \| 100 \| \| \| \| 1952 \| 350 \| 300 \| 50 \| \| 1958 \| 700 \| 400 \| 300 \| \| 1963 \| 600 \| \| \| \| 1964 \| 625 \| 440 \| 185 \| \| 1966 \| 740 \| 575 \| 165 \| \| 1968 \| 680 \| \| \| \| 1971 \| 630 \| \| \| \| 1983 \| 1 000 \| \| \| \| 1984 \| 1 500 \| \| \| \| 1986 \| 1 711 \| 1 334 \| 377 \| \| 1987 \| 1 700 \| \| \| \| 1990 \| 1 700 \| \| \| \| 1994 \| 1 900 \| \| \| \| 1995 \| 2 135 \| 1 600 \| 535 \| \| 1997 \| 2 095 \| \| \| \| 1998 \| 2 100 \| \| \| \| 2000 \| 2 500 \| \| 612 \| \| 2002 \| 2 500 \| \| \| \| 2005 \| 2 400 \| \| \| \| 2015 \| 3 270 \| \| \| \| 2024 \| 4 000 \| \| \| | Évolution de la population de Rhinocéros indiens depuis 1910. |       |       |
| Année | Total | Inde  | Népal |
| 1910 | 100 |       |       |
| 1952 | 350 | 300   | 50    |
| 1958 | 700 | 400   | 300   |
| 1963 | 600 |       |       |
| 1964 | 625 | 440   | 185   |
| 1966 | 740 | 575   | 165   |
| 1968 | 680 |       |       |
| 1971 | 630 |       |       |
| 1983 | 1 000 |       |       |
| 1984 | 1 500 |       |       |
| 1986 | 1 711 | 1 334 | 377   |
| 1987 | 1 700 |       |       |
| 1990 | 1 700 |       |       |
| 1994 | 1 900 |       |       |
| 1995 | 2 135 | 1 600 | 535   |
| 1997 | 2 095 |       |       |
| 1998 | 2 100 |       |       |
| 2000 | 2 500 |       | 612   |
| 2002 | 2 500 |       |       |
| 2005 | 2 400 |       |       |
| 2015 | 3 270 |       |       |
| 2024 | 4 000 |       |       |

En 2024, le Rhinocéros indien est le rhinocéros asiatique de loin le moins rare (quelques milliers d'individus contre quelques dizaines), cependant, l'UICN et la CITES le considèrent encore comme menacé.

## Zoo

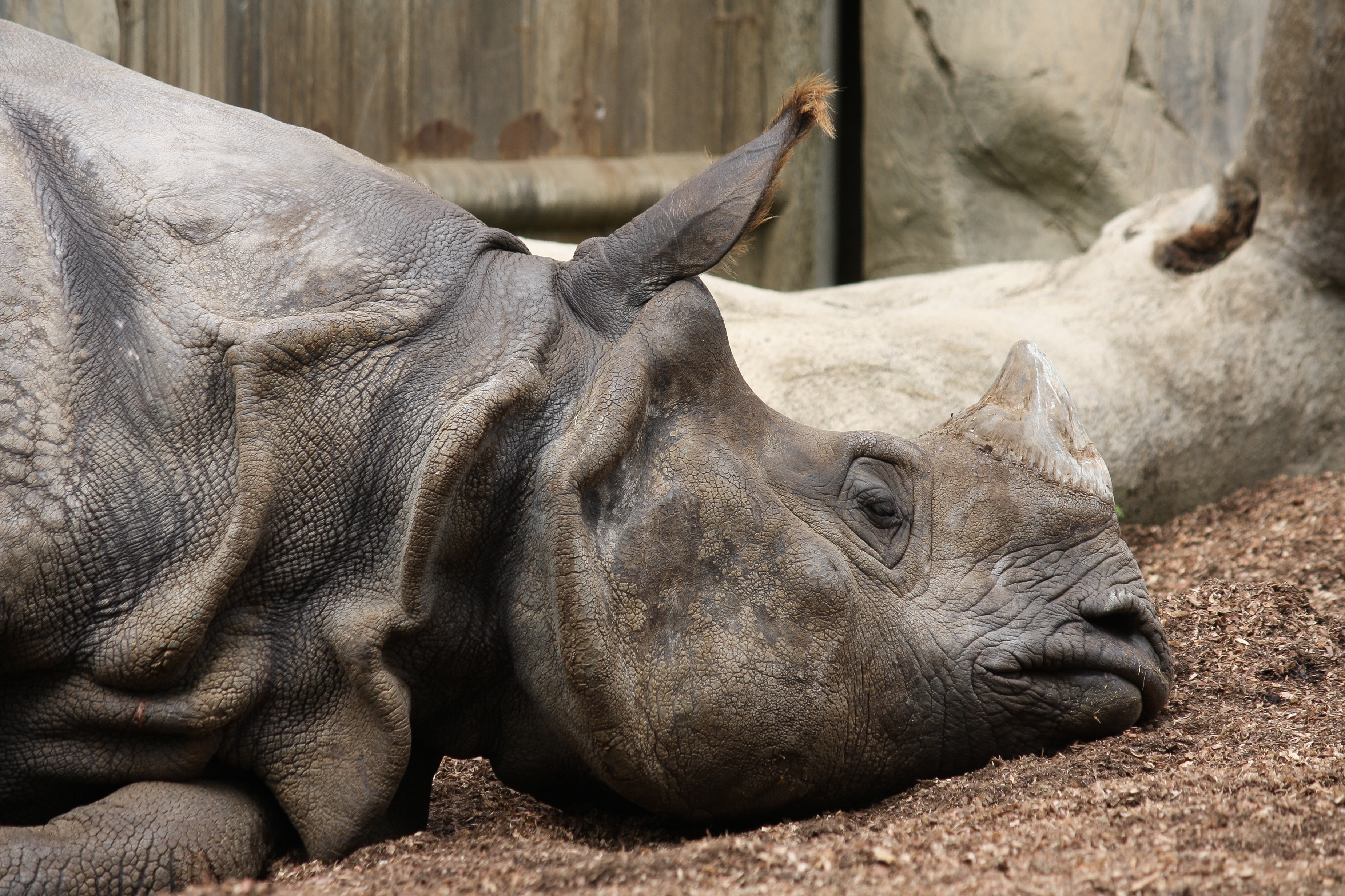
Rhinocéros indien au Zoo de San Diego.

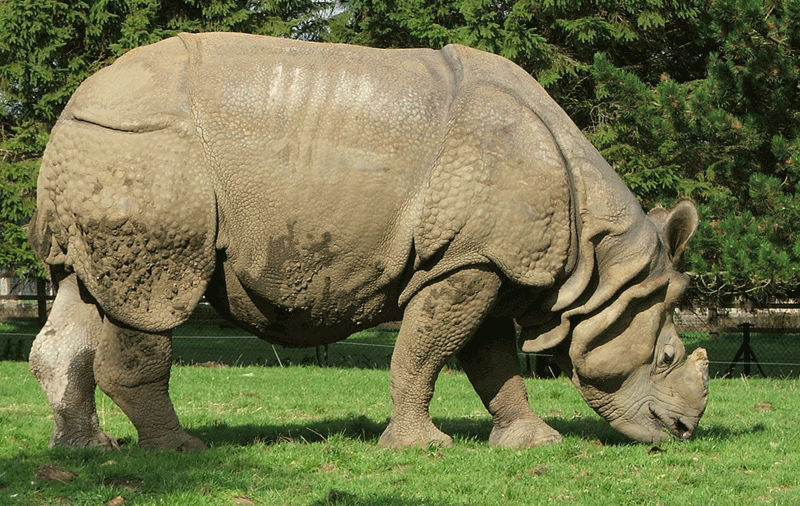
Rhinocéros indien au zoo de Whipsnade.

Rhinoceros unicornis intéresse les parcs zoologiques depuis assez longtemps. L’impact sur des populations sauvages déjà très affaiblies fut négatif à l'origine, mais les prélèvements dans la nature ont cessé, les zoos disposant depuis la fin du XXe siècle de populations d’élevage. Dès cette date, pour éviter les problèmes de consanguinité, certains zoos, en particulier ceux d’Amérique du Nord, ont entamé des contacts avec les parcs nationaux népalais pour se procurer quelques couples sauvages.
En 1956, le zoo de Bâle a obtenu la première naissance en captivité au XXe siècle (quelques cas isolés avaient été enregistrés dès le XIXe siècle). Le zoo de Bâle a obtenu 28 naissances entre 1956 et 1996.
Après Bâle, bon nombre d’autres zoos se sont lancés dans l'élevage de cette espèce, tant aux États-Unis (San Diego) qu’en Europe (Nuremberg). Les élevages en captivité étant relativement productifs, ils représentent une garantie supplémentaire de survie pour l’espèce. Il existe un programme européen d’élevage (EEP) concernant cet animal, ce qui signifie que les zoos européens participant au programme échangent des reproducteurs, des informations sur les techniques d’élevage et de reproduction, et suivent l’arbre généalogique de chaque individu élevé pour éviter la consanguinité.
Il y aurait en 2005 environ 140 Rhinocéros indiens élevés en captivité.

## Représentations culturelles du Rhinocéros indien
Le Rhinocéros indien est le plus gros mammifère de l'Inde, à l’exception de l'éléphant indien. À ce titre, il a joué un rôle certain dans les cultures du nord du sous-continent.
Ainsi, dans la culture pré-indienne de l’Indus (XXVIe au XIXe siècle av. J.-C.), on trouve la représentation d’un dieu à trois visages, souvent assimilé à un proto-shiva. « De part et d’autre du dieu se trouvent quatre animaux, un éléphant et un tigre à sa droite, un rhinocéros et un buffle à sa gauche ». Les quatre animaux ainsi représentés sont les plus gros et les plus puissants du nord de l’Inde, et leur association avec un dieu montre nettement que leur puissance physique est aussi un symbole de pouvoir.
À des périodes plus récentes et mieux documentées, le Rhinocéros indien reste associé aux dieux. Sa corne lui aurait ainsi été donnée par Parvati, la femme de Shiva. À ce titre, bon nombre de croyances font de lui une créature sacrée aux pouvoirs magiques.

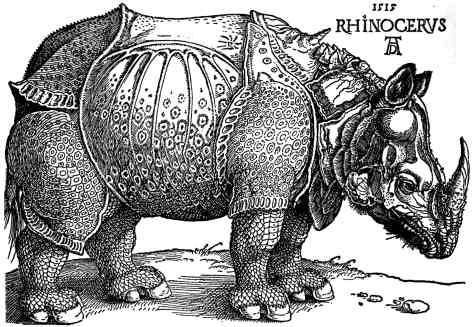
Le Rhinocéros de Dürer.

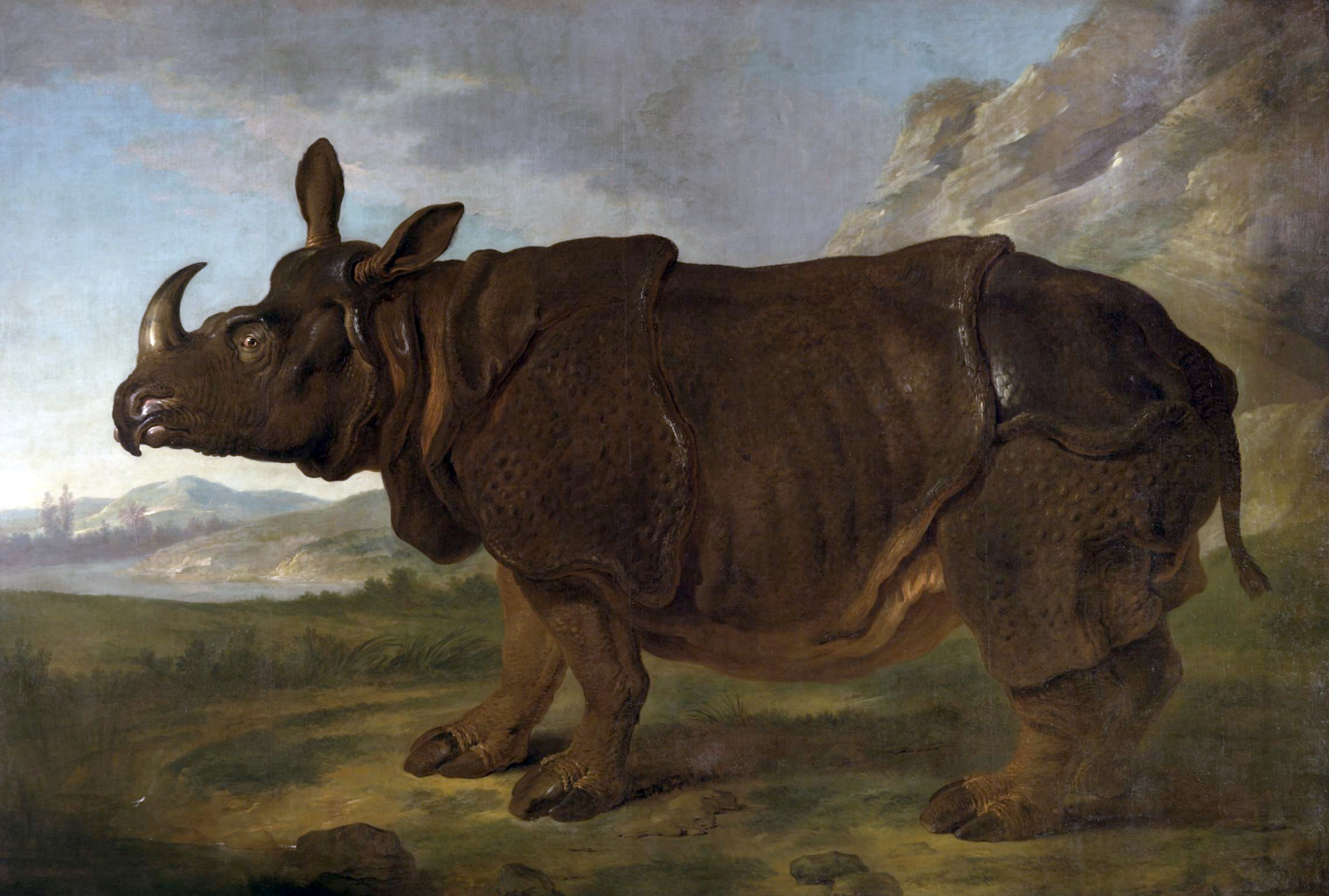
Le rhinocéros indien Clara, par Jean-Baptiste Oudry, 1749.

Un des premiers Occidentaux à décrire l’animal est Nicolò de' Conti, un explorateur du XVIe siècle qui l’assimile à la licorne. Impressionnés par l’animal, les Portugais qui découvrent l’Inde au XVIe siècle ramènent des spécimens en Europe. Le premier inspirera une célèbre estampe sur bois, gravée par Albrecht Dürer en 1515, et appelée le Rhinocéros de Dürer. L’œuvre est basée sur un texte descriptif et un croquis sommaire d’un Rhinocéros indien amené à Lisbonne plus tôt dans l’année, réalisés tous deux par un artiste inconnu. Dürer n’a jamais vu l'animal qu'il représenta, et qui était le premier exemplaire vu en Europe depuis l'époque romaine. Vers la fin de 1515, le roi du Portugal, Manuel Ier, envoie l’animal en présent au pape Léon X, mais la bête meurt dans un naufrage au large des côtes italiennes au début de 1516. Aucun rhinocéros en vie ne sera revu en Europe jusqu’à ce qu’un second spécimen arrive à Lisbonne en provenance d’Inde, en 1577.
Il semble que les anciens rajahs indiens aient ponctuellement dressé des rhinocéros pour la guerre. Ils ont aussi été dressés pour divers usages plus pacifiques, par exemple comme animaux de traits, du moins à l’époque ou ils n’étaient pas encore devenus très rares.